# Cult of Static
Cult of Static je šesti, najnoviji studijski album američkog metal sastava Static-X, objavljen 17. ožujka 2009.
Ime albuma inspirarno je Terom Wray, ženom frontmena sastava Waynea Statica, te njezinom Corvettom Stongray.Prvi singl s albuma, "Stingwray" je objavljen 17. veljače 2009., te se također nalazi na soundtracku za film Punisher: War Zone. Kao i prethodni album Cannibal, i ovaj je producirao John Travis.

## Popis pjesama
1. "Lunatic" – 3:35
2. "Z28" – 3:09
3. "Terminal" – 3:38
4. "Hypure" – 4:15
5. "Tera-Fied" – 5:19
6. "Stingwray" – 4:10
7. "You Am I" – 3:00
8. "Isolaytore" – 2:46
9. "Nocturnally" – 3:49
10. "Skinned" – 3:34
11. "Grind 2 Halt" – 4:56

Bonus pjesme
- "Still of the Night" – 5:03 (obrada pjesme Whitesnakea)
- "W.F.O." – 3:12
- "Looks That Kill" – 4:12 (obrada pjesme Mötley Crüea)
- "Talk Dirty to Me" – 3:48 (obrada pjesme Poisona)

## Produkcija
- Static-X
  - Wayne Static – vokal, ritam gitara, klavijature
  - Koichi Fukuda – gitara
  - Tony Campos – bas-gitara, prateći vokal
  - Nick Oshiro – bubnjevi